# La Neuville-sur-Essonne
Neuville-sur-Essonne é uma comuna francesa na região administrativa do Centro, no departamento Loiret. Estende-se por uma área de 9,19 km². Em 2010 a comuna tinha 386 habitantes (densidade: 42 hab./km²).